# Stazione di Shōnandai

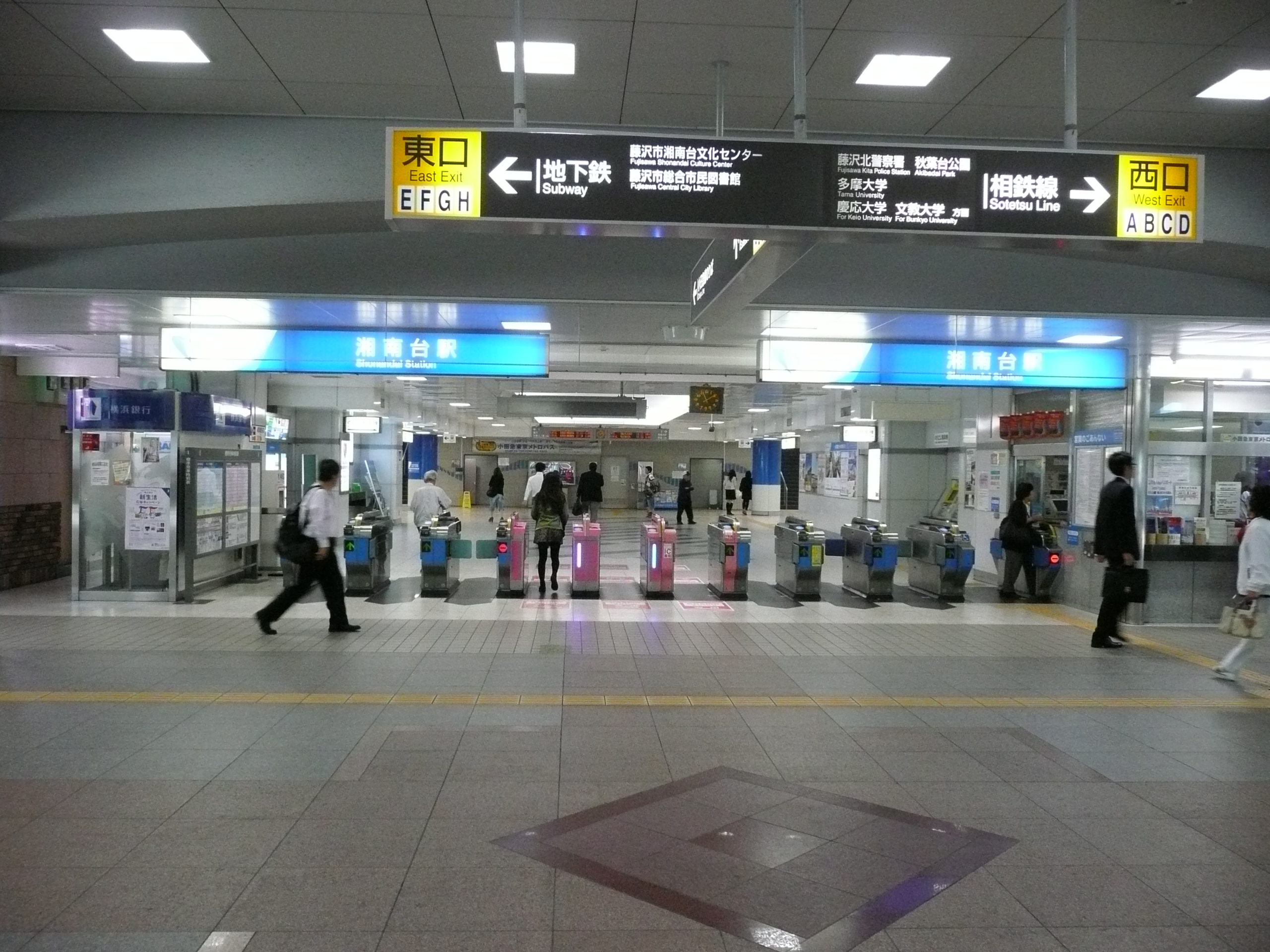
Aspetto del mezzanino Ōdakyū

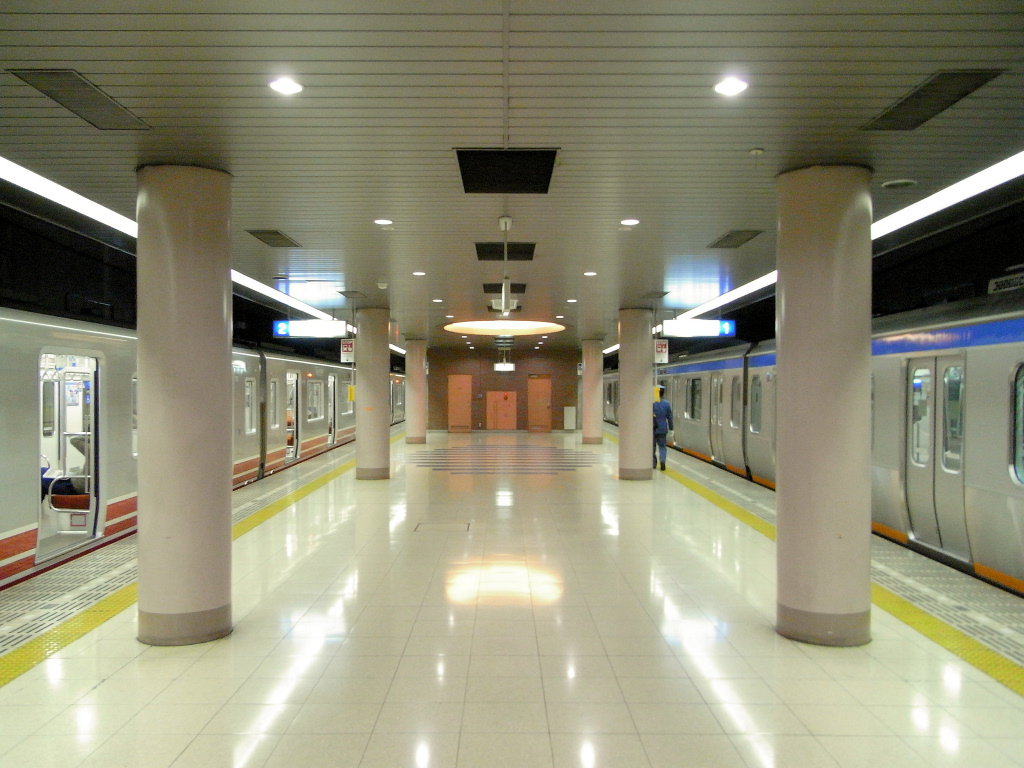
Vista dei binari della linea Azamino

La stazione di Shōnandai (湘南台駅?, Shōnandai-eki) è una grande stazione ferroviaria di interscambio situata nella città di Fujisawa, nella prefettura di Kanagawa, in Giappone, ed è servita dalla linea Odakyū Enoshima delle Ferrovie Odakyū, dalla linea Sagami Izumino delle ferrovie Sagami e dalla linea blu della metropolitana di Yokohama, della quale è capolinea.

## Linee

### Treni
Ferrovie Odakyū
● Linea Odakyū Enoshima
 Ferrovie Sagami
■■ Linea Sagami Izumino

### Metropolitane
Metropolitana di Yokohama
 Linea blu

## Struttura

### Stazione Odakyū
La stazione della linea Odakyū Enoshima è situata in superficie, ed è dotata di due marciapiedi laterali con due binari passanti, collegati al mezzanino interrato, in comune con gli altri due operatori, da ascensori e scale fisse e mobili. Questa stazione è stata la prima delle Ferrovie Odakyū a vedere installati pannelli solari sui tetti delle pensiline, nel 2000.
| 1-2 | ● Linea Odakyū Enoshima | per Fujisawa e Katase-Enoshima                   |
| 3-4 | ● Linea Odakyū Enoshima | per Yamato, Sagami-Ōno, Shinjuku e linea Chiyoda |

### Stazione Ferrovie Sagami
La linea Izumino ha qui il suo capolinea meridionale, ed è realizzata in sotterranea. I binari sono tuttavia predisposti per facilitare in futuro una possibile estensione verso Hiratsuka. La stazione possiede una banchina a isola centrale con due binari di testa.
| 1-2 | ■ Linea Sagami Izumino | per Futamatagawa e Yokohama |

### Stazione della metropolitana
Anche la linea Blu della metropolitana termina in questa stazione, dopo aver percorso circa 47 km dal capolinea nord. È presente un marciapiede a isola con due binari di testa. Si tratta dell'unica stazione della linea Blu fuori dai confini della città di Yokohama.
| 1-2 | Linea blu |  | per Kamiōoka, Yokohama, Shin-Yokohama e Azamino |

## Stazioni adiacenti
| «                     | Servizio              | »                     |
| Linea Odakyū Enoshima | Linea Odakyū Enoshima | Linea Odakyū Enoshima |
| --------------------- | --------------------- | --------------------- |
| Chōgo                 | Locale                | Mutsuai-Nichidaimae   |
| Chōgo                 | Espresso              | Fujisawa              |
| Yamato                | Espresso rapido       | Fujisawa              |
| Linea Sagami Izumino  |                       |                       |
| Yumegaoka             | Locale                | Capolinea             |
| Yumegaoka             | Rapido                | Capolinea             |
| Izumino               | Espresso Limitato     | Capolinea             |